# Castillo de La Torresaviñán
El castillo de La Torresaviñán es un complejo medieval defensivo situado en la pedanía de La Torresaviñán, en el municipio español de Torremocha del Campo. 

## Historia
El castillo de La Torresaviñán se levanta sobre un alto cerro, data del siglo XII y su morfología ha permanecido invariable desde entonces, sin transformaciones posteriores ni alteraciones en su estructura, salvo unas reformas en los siglos XIV y XV. Durante la guerra de sucesión española, el ejército austracista, en retirada, volaron las murallas y parte de la torre, dando al castillo su aspecto actual.

## Descripción
Por la tosquedad de sus acabados se desprende que sus funciones fueron netamente defensivas, sin estar concebido para su asentamiento permanente ante la ausencia de comodidades. 
Del conjunto destaca la torre de planta cuadrada, que es la parte que mejor se conserva y se alza por encima del resto de estructuras, a unos dieciséis metros. No posee ventanas y sus muros son de mampostería. En su interior se diferencian cuatro pisos, comunicados entre sí por una escalera de mano, lo mismo que para acceder a la puerta de la torre, que se encuentra a varios metros sobre el suelo.
Su estado actual es ruinoso. Pertenece a Lista Roja del Patrimonio.

## Protección
Se encuentra protegido por el Decreto de 22 de abril de 1949 sobre la protección de los castillos españoles y por la Ley 16/1985, de 25 de junio, del Patrimonio Histórico Español.